# Тэйт, Арчибальд
Арчибальд Кэмпбелл Тэйт (англ. Archibald Campbell Tait, 21 декабря 1811, Эдинбург, Шотландия — 3 декабря 1882, Эддингтон, Сюррей, Англия) — 93-й архиепископ Кентерберийский. (1868—1882)

## Биография
Родился в пресвитерианской семье, принял англиканство в период обучения в Оксфордском университете, в 1835 году стал там же тьютором (в Биллиол-колледже). В 1836 году стал деканом, а также в течение пяти лет окормлял верующих в двух соседних приходах. В марте 1841 года присоединился к письменному протесту против «Трактата-90» лидера Оксфордского движения Джона Ньюмена, который призывал возродить идеалы церкви XVII века. В 1842 году Тэйт сменил Томаса Арнольда на посту директора школы Рагби. В 1849 году стал деканом Карлайлского собора, в 1850—1852 годах активно участвовал в королевской комиссии, готовившей реформу Оксфордского университета, и в 1856 году стал епископом Лондонским. Стремился примирить различные течения в Англиканской церкви, вызвав этим отчуждение как со стороны приверженцев Низкой церкви, так и Высокой (представители последней, действуя в русле Оксфордского движения, часто добивались изменений в литургии, внешне приближавших её к католическим образцам). Занимая Лондонскую епископскую кафедру, Тэйт дал новую жизнь своей епархии, поддерживая усилия по строительству новых церквей и основав Фонд епископа Лондонского для финансирования духовенства.
В 1868 году Тэйт стал архиепископом Кентерберийским и тут же выдержал испытание: успешно содействовал правительству Гладстона в проведении через Парламент Ирландского церковного акта 1869 года, отменявшего официальный государственный статус Ирландской англиканской церкви. Позднее Тэйт вызвал новые нарекания сторонников Высокой церкви, поддержав поправки 1880 года в законодательство о похоронах, которые допускали неангликанские похоронные богослужения на англиканских кладбищах, а также выказав неприятие чрезмерной суровости положений Афанасьевского символа веры о спасении.

## Основные труды
- The Dangers and Safeguards of Modern Theology («Опасности и предохранения современного богословия», 1861)
- Harmony of Revelation and the Sciences («Гармония Откровения и Науки», 1864).